# Marisa Matias
Marisa Isabel dos Santos Matias (Coimbra, Sé Nova, 20 de fevereiro de 1976) é uma socióloga e política portuguesa. Atualmente, assume as funções de deputada à Assembleia da República e vice-presidente da bancada parlamentar do Bloco. Anteriormente, foi eurodeputada pelo Bloco de Esquerda. Na carreira académica em sociologia, tem obra relacionada com o meio ambiente e a saúde pública.
Em 2016 foi candidata às presidenciais, tendo ficado em terceiro lugar, com 10,12% dos votos, tornando-se a mulher mais votada de sempre em eleições presidenciais em Portugal até então. Esse recorde permaneceu até às eleições seguintes, sendo suplantado por Ana Gomes.
Em 2021 voltou a ser candidata pelo Bloco de Esquerda, às presidenciais, tendo ficado em quinto lugar, com 3,95%.

## Biografia
Viveu com os pais em Alcouce (Bendafé, Condeixa-a-Nova) até aos 22 anos, mas começou a trabalhar aos 16 anos para pagar os estudos e auxiliar no orçamento familiar. A luta, essa, começou no ensino secundário em Coimbra, quando fez greves de zelo devido à Prova Geral de Acesso. Ingressa no curso de Sociologia. Nos anos que passou na Faculdade de Economia da Universidade de Coimbra, envolveu-se ativamente nos movimentos estudantis contra as propinas e participou na refundação do núcleo de estudantes, do qual foi vice-presidente.
Todo o seu percurso académico foi feito enquanto trabalhadora-estudante. Fez limpezas, serviu à mesa e com 22 anos foi a primeira da família a licenciar-se. Em 1997 começou a trabalhar como secretária da Revista Crítica de Ciências Sociais, ligada ao Centro de Estudos Sociais (CES), onde viria a tornar-se investigadora em 2004. Deu aulas no ensino profissional e em cursos de pós-graduação, nas áreas da sociologia e cidadania.
Investigadora do Centro de Estudos Sociais da Universidade de Coimbra (CES) (desde 2004), foi anteriormente assistente de investigação desse mesmo Centro (2000-2004) e professora de sociologia e outras disciplinas nas escolas profissionais ITAP - Instituto Técnico e Artístico Profissional de Coimbra e Profitecla (2000-2001). Foi secretária de redação da Revista Crítica de Ciências Sociais (1998-2000).
Fez todo o seu percurso académico na área da Sociologia, na Universidade de Coimbra, desde a licenciatura até ao doutoramento em Sociologia, com a tese: A natureza farta de nós? Saúde, ambiente e novas formas de cidadania (Faculdade de Economia da Universidade de Coimbra, 2009). O seu mestrado, também em Sociologia, foi no domínio dos estudos sociais da ciência e da tecnologia.
Publicou vários artigos científicos, capítulos de livros e outras publicações, nacionais e internacionais, sobre relações entre ambiente e saúde pública, ciência e conhecimentos e democracia e cidadania. Colaborou enquanto formadora/professora em vários cursos de formação e programas de pós-graduação. Realizou investigação científica nas áreas da saúde ambiental, sociologia da ciência, sociologia da saúde e sociologia política.

### Atividade cívica e política
Membro da Mesa Nacional do Bloco de Esquerda e da sua Comissão Política e vice-presidente do Partido da Esquerda Europeia, é também Vice-Presidente da Associação Europeia de Alzheimer e Membro do Conselho Consultivo da SERES. Foi membro da direção da Pro-Urbe, associação cívica de Coimbra. Foi mandatária nacional do “Movimento Cidadania e Responsabilidade pelo Sim”, no âmbito do referendo nacional pela despenalização do aborto em Portugal. Ativista do movimento contra a coincineração em Souselas. Encabeçou a lista do Bloco de Esquerda nas eleições à Câmara Municipal de Coimbra (2005).

### Eurodeputada

#### 7.ª legislatura (2009 – 2014)
Em 2009 foi eleita deputada do Parlamento Europeu pelo Bloco de Esquerda, integrando o grupo político GUE/NGL. Durante essa legislatura fez parte da Comissão da Indústria, da Investigação e da Energia (ITRE), da qual foi coordenadora, da Comissão do Ambiente, da Saúde Pública e da Segurança Alimentar (ENVI) até junho de 2012, e a Comissão de Assuntos Económicos e Monetários (ECON)  a partir de Junho de 2012. Integrou também as delegações para as relações com os Países do Maxereque, com o conselho legislativo da Palestina e com a África do Sul.
Logo no início do mandato foi nomeada relatora do Parlamento Europeau para a elaboração e negociação da diretiva que previne a entrada de medicamentos falsificados na cadeia legal de distribuição, um negócio que rende mais de 400 mil milhões de euros anuais para as redes de falsificação e que coloca em risco a vida dos pacientes. A diretiva proposta e negociada ao longo de quase dois anos com os grupos parlamentares e com os governos viria a ser aprovada em 2011. Foi a segunda vez desde a integração de Portugal na UE que uma deputada portuguesa foi responsável por uma diretiva-quadro, lei que será transposta para a ordem jurídica dos 28 estados-membros até 2016.
Paralelamente, foi também relatora da estratégia europeia de combate ao Alzheimer e a outras demências, que seria igualmente aprovada em 2011. Integrou e copresidiu ao grupo de trabalho europeu para a Diabetes, tendo sido coautora da primeira resolução alguma vez aprovada no Parlamento Europeu tendo em vista a definição de linhas políticas estratégicas de combate à epidemia da diabetes (2010). Dedicou-se ainda à elaboração e aprovação de propostas de resolução relativas ao cancro, HIV-Sida e foi membro integrante da comissão de inquérito parlamentar sobre o caso da vacina para a H1N1. Em 2011, foi eleita pelos pares, com mais de 350 votos obtidos em regime de voto secreto, como Deputada do Ano na área da saúde, tendo sido a única deputada do Grupo Parlamentar da Esquerda Unitária a receber este prémio desde a sua criação.

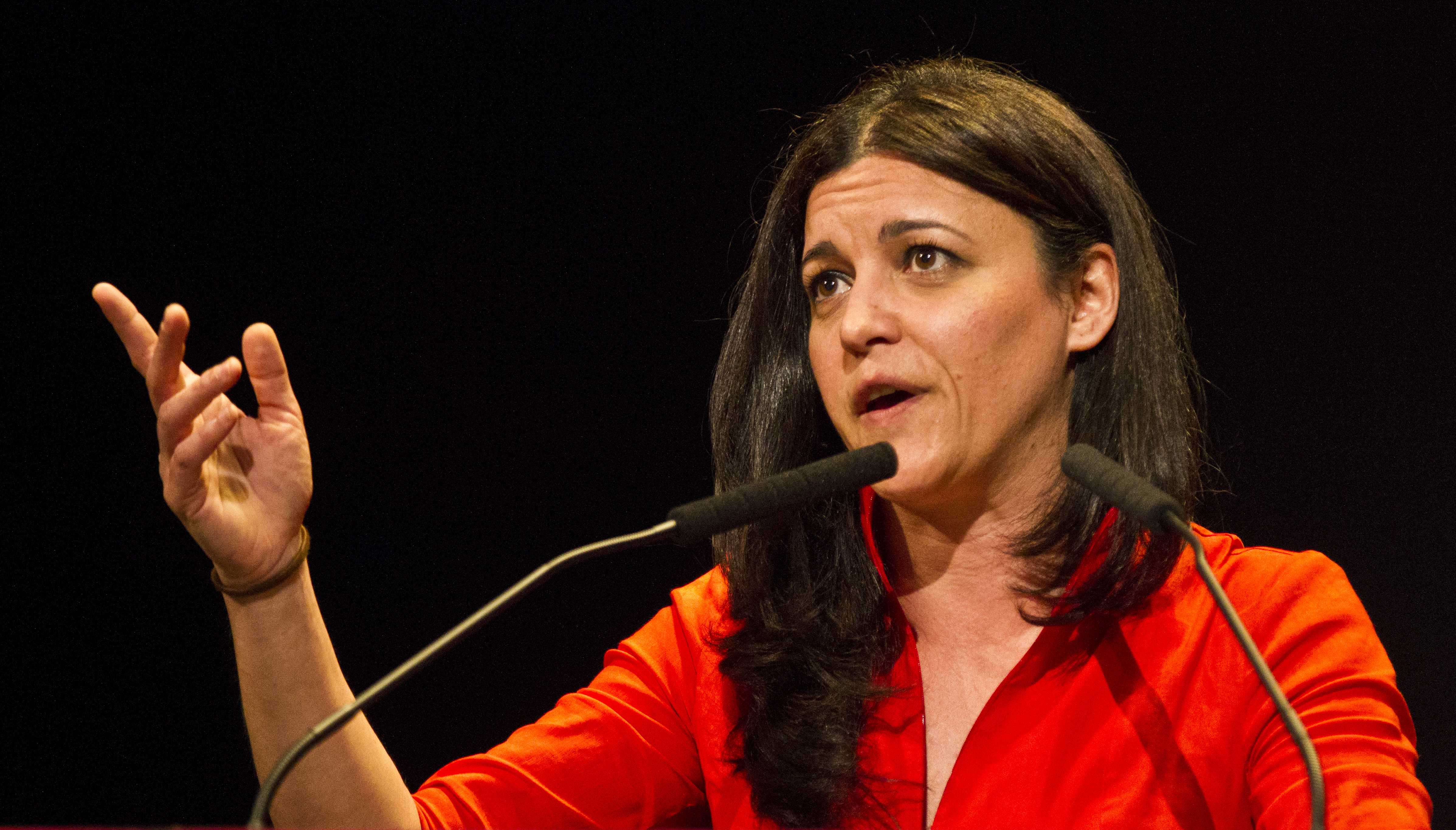
Marisa Matias no Fórum Internacional pela Emancipação e Igualdade

Nos anos de 2011 e 2012 foi relatora do Parlamento para a definição do Quadro Comum Estratégico de Financiamento da Investigação e Inovação, relatório que viria a ser aprovado em 2012 e que estabeleceu as bases para o desenho do que deveria ser a proposta do Programa Horizonte 2020, o programa relativo ao financiamento europeu da investigação e inovação no período 2014 a 2020. Para além da proposta do reforço de verbas e de uma melhor redistribuição geográfica dessas verbas, a proposta aprovada consagrou um aumento significativo de apoios ao trabalho científico e à atribuição de bolsas no quadro do financiamento europeu. Mais tarde, integraria a equipa dos seis relatores nomeados pelo Parlamento Europeu para a definição e negociação da proposta relativa ao Horizonte 2020, tendo ficado responsável por um dos regulamentos legislativos relativo à Agenda Estratégica para a Inovação. O pacote legislativo acabaria por ser aprovado no final de 2013, tendo já entrado em vigor em janeiro de 2014.
Em 2012 foi ainda nomeada relatora do Parlamento Europeu para a avaliação das atividades do Banco Central Europeu relativas a 2011, ano em que a presidência do BCE mudou. Num processo muito disputado e de negociações difíceis, o seu relatório viria a ser aprovado por um voto de diferença na comissão de assuntos económicos e monetários. Posteriormente, o relatório viria a ser aprovado em plenário ainda em 2013, mas Marisa Matias pediu para que o seu nome fosse retirado do relatório, em resultado de alterações aprovadas no voto final que eliminaram do relatório todas as referências críticas ao BCE enquanto membro da Troika, eliminando igualmente a proposta que obrigava o BCE a devolver aos países sob intervenção da Troika os lucros resultantes dos complexos processos de compra e venda de títulos de dívida pública.
Marisa Matias foi ainda relatora do parlamento para quatro pareceres sobre a estratégia europeia de adaptação às alterações climáticas, a redefinição do cálculo do PIB, a proposta de novo quadro financeiro plurianual e a regulação da definição de índices relativos aos bens transacionados em Bolsa.
Enquanto relatora sombra, ou seja, deputada responsável no seu grupo parlamentar para seguir e negociar propostas lideradas por outros colegas de outros grupos parlamentares, Marisa Matias acompanhou ao longo deste mandato a execução de 25 propostas parlamentares, tendo apresentado propostas de alteração e participado nas reuniões de negociação.
Foi ainda coautora de 119 propostas de resoluções parlamentares.
Enquanto Vice-Presidente do Parlamento para as relações com os países do Maxereque (Líbano, Síria, Jordânia e Egipto) integrou e presidiu ainda a várias delegações parlamentares a estes países, coordenando processos de negociação com os respetivos parlamentos nacionais, num período que foi atravessado pelas transformações introduzidas pela Primavera Árabe. Integra ainda a Delegação do parlamento para as relações com o Conselho Legislativo Palestiniano, tendo desenvolvido várias iniciativas relativas, em particular, ao cerco da Faixa de Gaza.

#### 8.ª legislatura (2014 – )

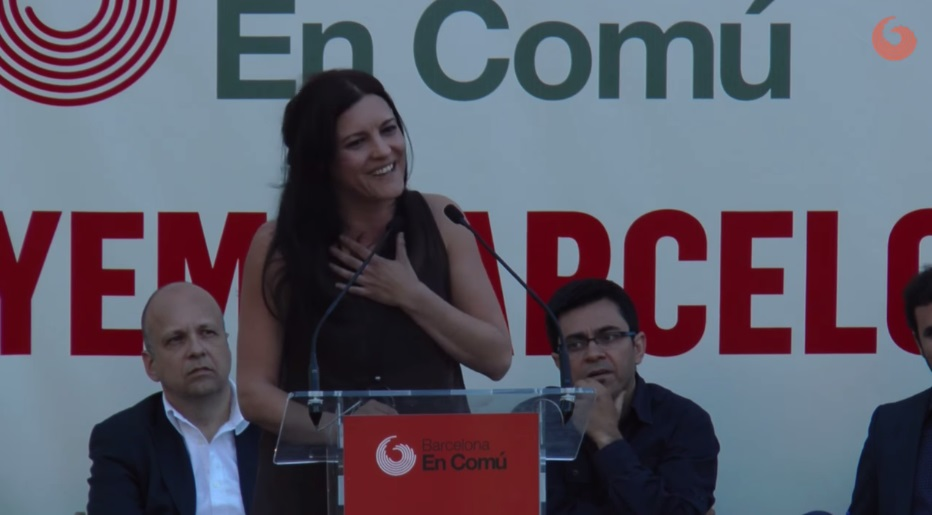
Marisa Matias em Barcelona (2015).

Em 2014 encabeçou a lista do Bloco de Esquerda para as eleições europeias, tendo sido reeleita deputada do Parlamento Europeu, onde continua a integrar o grupo parlamentar GUE/NGL. Na presente legislatura, é membro da Comissão de Assuntos Económicos e Monetários (ECON), da qual é coordenadora, e da Comissão da Indústria, da Investigação e da Energia (ITRE). É Vice-Presidente da Comissão Especial sobre as Decisões Fiscais Antecipadas e Outras Medidas de Natureza ou Efeitos Similares (TAXE), constituída na sequência dos escândalos luxleaks e swissleaks e outros. É Presidente da Delegação para as Relações com os Países do Maxereque (Líbano, Egipto, Síria e Jordânia), no âmbito da qual presidiu à delegação oficial de visita ao Líbano, durante a qual se debateu, entre outras, a questão dos refugiados. É Presidente do intergrupo dos Bens Comuns, que abrange não só os recursos naturais, em particular a água, mas também, por exemplo, espaços sociais ou jardins urbanos, ou mesmo bens imateriais como o conhecimento, a cultura, o pensamento, a criatividade os bens digitais comuns, todos eles com formas muito próprias de apropriação e de gestão. Mantém a copresidência do grupo de trabalho europeu para a Diabetes.
Na presente legislatura Marisa Matias tem acompanhado no âmbito da ECON, sobretudo, os relatórios ligadas à governação económica, ao semestre europeu, Banco Central Europeu e da Parceria Transatlântica de Comércio e Investimento (TTIP).
No âmbito da ITRE é relatora sombra do relatório relativo ao mercado único europeu das comunicações eletrónicas, no âmbito do qual se tem batido pela manutenção da neutralidade da internet.
A 25 de setembro de 2014 presidiu à apresentação das conclusões da sessão extraordinária sobre Gaza do Tribunal Russell para a Palestina, no Parlamento Europeu, com os membros do júri: Ken Loach, Roger Waters, Vandana Shiva, David Sheen, Richard Falk, Max Blumenthal, Mohamed Omer e Michael Mansfield. Depois de no início desse mesmo mês ter integrado uma delegação de deputados do Parlamento Europeu que seria impedida de visitar a Faixa de Gaza pelas autoridades de Israel.

### Eleições presidenciais de 2016
Marisa Matias foi a candidata apoiada pelo Bloco de Esquerda às eleições presidenciais de 2016. O anúncio da candidatura foi feito a 7 de novembro de 2015 no Teatro Thalia, em Lisboa, e esta foi formalizada junto do Tribunal Constitucional a 17 de dezembro de 2015, com a entrega de cerca de 12 000 assinaturas. O seu mandatário nacional foi o ator António Capelo.
Ficou em 3º lugar nas eleições, conquistando 10,12% dos votos, sendo a mulher mais votada de sempre em eleições presidenciais até ao momento, suplantando o resultado de Maria de Lurdes Pintassilgo em 1986.

#### Apoios nas presidenciais
Entre os seus apoiantes contam-se:
- Personalidades
  - Abel Neves, dramaturgo[16]
  - Alexandra Lucas Coelho, jornalista
  - Alfredo Barroso, ex-deputado do PS à AR e chefe da Casa Civil de Mário Soares
  - Amílcar Vasques-Dias, pianista
  - Ana Benavente, ex-secretária de Estado e antiga deputada do PS
  - Ana Deus, vocalista dos Três Tristes Tigres e dos Ban
  - Ana Luísa Amaral, poetisa
  - António Ferreira, cineasta
  - António Pinho Vargas, pianista
  - Carlos Mendes, músico
  - Catarina Martins, porta-voz do B.E.
  - Celso Cruzeiro, advogado
  - Diana Andringa, jornalista
  - Eduado Pitta, escritor
  - Fernando Rosas, historiador e cofundador do B.E.
  - Fernando Tordo, músico
  - Francisco Louçã, economista e cofundador do B.E.
  - Filomena Marona Beja, escritora
  - Guida Vieira, sindicalista, deputada municipal do B.E. no Funchal e ex-deputada à ALRAM
  - Helena Pinto, animadora sócio-cultural e ex-deputada do B.E.
  - Helena Roseta, arquiteta, deputada à Constituinte e à AR pelo PPD/PSD e pelo PS e antiga presidente da CM de Cascais
  - Iva Domingues, apresentadora de televisão
  - Joana Mortágua, deputado pelo B.E. à AR
  - Joana Ribeiro Santos, atriz
  - João Cutileiro, escultor
  - João Lavinha, médico
  - José Duarte, crítico de jazz
  - José Manuel Pureza, deputado pelo B.E. e vice-presidente da AR
  - José Soeiro, sociólogo e deputado pelo B.E. à AR
  - Jorge Falcato Simões, deputado pelo B.E. à AR
  - Luís Fazenda, cofundador do B.E.
  - Luísa Costa Gomes, escritora
  - Luís Monteiro, deputado pelo B.E. à AR
  - Margarida Lagarto, pintora e escultora
  - Mariana Aiveca, dirigente e ex-deputada do B.E.
  - Mariana Mortágua, economista e deputado pelo B.E. à AR
  - Miguel Guedes, músico dos Blind Zero
  - Pablo Iglesias, líder do partido espanhol Podemos[17]
  - Paulo Ralha, presidente do Sindicato dos Trabalhadores dos Impostos
  - Pedro Filipe Soares, deputado e líder do grupo parlamentar do B.E. à AR
  - Pedro Lamares, ator
  - Rita Ferro Rodrigues, apresentadora de televisão
  - Roberto Almada, educador social e deputado do B.E. à ALRAM
  - Rodrigo Trancoso, professor e deputado do B.E. à ALRAM
  - Rui Spranger, ator
  - Sérgio Godinho, músico[18]
  - Mariana Dias, Enfermeira
  - Tó Trips, músico dos Dead Combo
  - Valter Hugo Mãe, escritor
- Eurodeputados
  - Barbara Spinelli – independente, Itália
  - Cornelia Ernst – Die Linke, Alemanha
  - Dimitris Papadimoulis, vice-presidente do Parlamento Europeu – Syriza, Grécia
  - Eleonora Forenza – L'Altra Europa con Tsipras, Itália
  - Helmut Scholz – Die Linke, Alemanha
  - Javier Couso – Esquerda Unida, Espanha
  - Jean-Luc Mélenchon – Parti de Gauche, França
  - Josu Juaristi – EH Bildu, País Basco
  - Kostadinka Kuneva – Syriza, Grécia
  - Kostantinos Chrysogonos – Syriza, Grécia
  - Malin Björk – Vänsterpartiet, Suécia
  - Marie Christine Vergiat – Parti de Gauche, França
  - Martina Anderson – Sinn Féin, Irlanda
  - Matt Carthy – Sinn Féin, Irlanda
  - Miguel Úrban – Podemos, Espanha
  - Nikolaos Chountis – Unidade Popular, Grécia
  - Takis Hadjigeorgiou – AKEL, Chipre
  - Younous Omarjee – Union pour les Outre-Mer, França

## Resultados eleitorais

### Eleições presidenciais
| Data | Partidos apoiantes | 1.ª Volta | 1.ª Volta | 1.ª Volta      | 1.ª Volta | 2.ª Volta  | 2.ª Volta | 2.ª Volta | 2.ª Volta | Status     |
| Data | Partidos apoiantes | CI.       | Votos     | %              | +/-       | CI.        | Votos     | %         | +/-       | Status     |
| ---- | ------------------ | --------- | --------- | -------------- | --------- | ---------- | --------- | --------- | --------- | ---------- |
| 2016 | BE, MAS            | 3.º       | 469 582   | 10,12 / 100,00 |           |            |           |           |           | Não eleita |
| 2021 | BE, MAS            | 5.º       | 165 127   | 3,96 / 100,00  | 6,16      | Não eleita |           |           |           |            |

### Eleições legislativas
| Data | Partido     | Partido | Círculo eleitoral | Posição     | Cl.    | Votos         | %             | +/-        | Status | Notas |
| ---- | ----------- | ------- | ----------------- | ----------- | ------ | ------------- | ------------- | ---------- | ------ | ----- |
| 2024 |             | BE      | Porto             | 1.ª (em 40) | 5.º    | 51 909        | 4,66 / 100,00 |            | Eleita |       |
| 2025 | 1.ª (em 40) | BE      | Porto             | 7.º         | 22 192 | 2,02 / 100,00 | 2,64          | Não eleita |        |       |

### Eleições europeias
| Data | Partido     | Partido | Posição     | Cl.     | Votos         | %              | +/-    | Status | Notas |
| ---- | ----------- | ------- | ----------- | ------- | ------------- | -------------- | ------ | ------ | ----- |
| 2009 |             | BE      | 2.º (em 21) | 3.º     | 382 667       | 10,72 / 100,00 |        | Eleita |       |
| 2014 | 1.º (em 21) | BE      | 5.º         | 149 628 | 4,56 / 100,00 | 6,16           | Eleita |        |       |
| 2019 | 1.º (em 21) | BE      | 3.º         | 325 533 | 9,82 / 100,00 | 5,26           | Eleita |        |       |

## Prémios e Reconhecimentos
- 2011 - vence o Prémio Membros do Parlamento Europeu (MEP Awards) atribuído pela revista The Parliament e patrocinados do Parlamento Europeu, na categoria Indústria, Investigação e Inovação.[19]